# Braggs (Oklahoma)
Braggs es un pueblo ubicado en el condado de Muskogee en el estado estadounidense de Oklahoma. En el año 2010 tenía una población de 259 habitantes y una densidad poblacional de 431,67 personas por km².

## Geografía
Braggs se encuentra ubicado en las coordenadas 35°39′46″N 95°11′54″O / 35.66278, -95.19833 (35.662735, -95.198241).

## Demografía
Según la Oficina del Censo en 2000 los ingresos medios por hogar en la localidad eran de $21,750 y los ingresos medios por familia eran $22,500. Los hombres tenían unos ingresos medios de $20,938 frente a los $20,938 para las mujeres. La renta per cápita para la localidad era de $11,396. Alrededor del 31.7% de la población estaban por debajo del umbral de pobreza.